# 畠山豊彦
畠山 豊彦（はたけやま とよひこ）は、日本のテレビディレクター。東映作品を中心に活動していた。

## 主な作品

### テレビドラマ
- 若い台風（1963年、NET） - 助監督
- ある勇気の記録（NET） - 助監督
  - ある勇気の記録（1966年 - 1967年）
  - 挑戦者　続・ある勇気の記録（1967年）
- 鉄道公安36号（1966年 - 1967年、NET） - 助監督
- 青空に叫ぼう（1967年 - 1968年、NET） - 監督
- 青い太陽（1968年、NET） - 監督
- 特別機動捜査隊（1968年 - 1970年、NET） - 監督
- 頑張れ!かあちゃん（1969年、NET） - 監督
- 泣かないで!かあちゃん（1970年、NET） - 監督
- 宮本武蔵（1970年 - 1971年、NET） - 監督
- 太陽の恋人（1971年、NET） - 監督
- 冠婚葬祭屋（1972年、NET） - 監督
- プレイガール（1972年、12ch） - 監督
- 人造人間キカイダー（1972年 - 1973年、NET） - 監督
- キカイダー01（1973年 - 1974年、NET） - 監督
- がんばれ!!ロボコン（1974年 - 1977年、NET） - 監督
- ロボット110番（1977年、ANB） - 監督
- がんばれ!レッドビッキーズ（1978年、ANB） - 監督

### 映画
- ロボコンの大冒険（1976年、東映） - 監督[1]